# Maximilian Bauer
Maximilian Bauer (Windorf, 9 febbraio 2000) è un calciatore tedesco, difensore del Kaiserslautern in prestito dall'Augusta.

## Caratteristiche tecniche
È un difensore centrale.

## Carriera

### Club
Cresciuto nel settore giovanile del Greuther Fürth, debutta in prima squadra il 10 agosto 2018 in occasione dell'incontro di 2. Bundesliga pareggiato 1-1 contro l'Ingolstadt 04.

### Nazionale
Ha giocato nelle nazionali giovanili tedesche Under-18, Under-19 ed Under-21.

## Statistiche
Statistiche aggiornate al 6 settembre 2021.
| Stagione        | Squadra           | Campionato      | Campionato | Campionato | Coppe nazionali | Coppe nazionali | Coppe nazionali | Coppe continentali | Coppe continentali | Coppe continentali | Altre coppe | Altre coppe | Altre coppe | Totale | Totale |
| Stagione        | Squadra           | Comp            | Pres       | Reti       | Comp            | Pres            | Reti            | Comp               | Pres               | Reti               | Comp        | Pres        | Reti        | Pres   | Reti   |
| --------------- | ----------------- | --------------- | ---------- | ---------- | --------------- | --------------- | --------------- | ------------------ | ------------------ | ------------------ | ----------- | ----------- | ----------- | ------ | ------ |
| 2018-2019       | Greuther Fürth II | RL              | 14         | 1          |                 | -               | -               |                    | -                  | -                  |             | -           | -           | 14     | 1      |
| 2019-2020       | Greuther Fürth II | RL              | 2          | 0          |                 | -               | -               |                    | -                  | -                  |             | -           | -           | 2      | 0      |
| 2018-2019       | Greuther Fürth    | 2L              | 7          | 0          | CG              | 1               | 0               |                    | -                  | -                  |             | -           | -           | 8      | 0      |
| 2019-2020       | Greuther Fürth    | 2L              | 8          | 0          | CG              | 0               | 0               |                    | -                  | -                  |             | -           | -           | 8      | 0      |
| 2020-2021       | Greuther Fürth    | 2L              | 29         | 2          | CG              | 3               | 0               |                    | -                  | -                  |             | -           | -           | 32     | 2      |
| 2021-2022       | Greuther Fürth    | BL              | 4          | 0          | CG              | 1               | 0               |                    | -                  | -                  |             | -           | -           | 5      | 0      |
| Totale carriera | Totale carriera   | Totale carriera | 117        | 19         |                 | 5               | 0               |                    | -                  | -                  |             | -           | -           | 123    | 22     |